# Cordillera Chuvanay
La cordillera Chuvanay (en ruso: Чуванайские Горы), también conocida como montañas Chuvan (Чуванский хребет), es una cadena montañosa en el distrito autónomo de Chukotka, Extremo Oriente ruso. Administrativamente, la cordillera es parte del distrito de Bilibinsky.
El pueblo de Keperveyem se encuentra a los pies de la cordillera en su extremo noroeste, al otro lado del río Maly Anyuy. Bilibino se encuentra a unos 40 km más al norte.

## Geografía
El punto más alto de la cordillera de Chuvanay es el monte Chuvanay (гора Чуванаи), de 1614 metros de altitud. Al este y al noreste la cordillera está limitada por el curso del río Maly Anyuy, que hace una amplia curva, fluyendo primero hacia el norte y luego hacia el oeste. Al sur, la cordillera está limitada por el río Kulpolney y al oeste por el valle del Tenvelveyem, afluentes por la izquierda del Maly Anyuy. Algunos otros afluentes del Maly Anyuy nacen en la cordillera, fluyendo entre ambos y uniéndose a la orilla izquierda del río. La ciudad fantasma de Aliskerovo, más allá de la cual se eleva la cordillera de Ilirney, se encuentra al noreste, al otro lado del río, cerca de su confluencia con el río Egilknyveyem (Эгилькнывеем).
Al sur y suroeste se eleva la cordillera Anyuy y al norte la cordillera Kyrganay más pequeña. La cordillera de Chuvanay es parte del sistema de montañas de Siberia Oriental y es una de las cordilleras de las tierras altas de Anadyr.
El perfil general de las montañas es más puntiagudo que el de las cordilleras vecinas del distrito de Bilibino, como la de Kyrganay, o la de Rauchuan, más al norte, que se caracterizan por un relieve más suave